# 吴云鹏 (1936年)
吴云鹏（1936年1月—2022年9月3日），回族，河南南阳人，生物物理学家。1957年毕业于华中工学院（现华中科技大学）动力系，曾任重庆大学生物工程学院院长，以及第11任重庆大学校长（1992年8月-1996年8月）。他是中国生物力学及生物流变学创始人之一，从事生物力学、生物流体学理论及其在医学上应用的研究。出版《生物流变学》、《体液流变特性》等八部专著。获得“胆道流变学研究”等国家自然科学奖一项、国家发明奖两项。

## 头衔
- 中国生物流变学委员会主任委员
- 国际生物流变学学会常务理事
- 国家教委生物力学及生物流变学开放实验室学委会主任